# Partogali (Gumurishi)
Partogali (en georgiano: ფართოღალი; en abjasio: Ԥарҭо-Ӷали) es una aldea que pertenece a la parcialmente reconocida República de Abjasia, dentro del distrito de Tkvarcheli, aunque de iure es parte del municipio de Gali de la República Autónoma de Abjasia de Georgia.

## Geografía
Partogali se encuentra en la orilla derecha del río Rechji, a 10 km de Gali. Las aldea se administra desde el pueblo de Gumurishi.   